# Eodorcadion zichyi
Eodorcadion (Ornatodorcadion) zichyi – gatunek chrząszcza z rodziny kózkowatych i podrodziny zgrzypikowych.
Gatunek ten opisany został w 1901 roku przez Ernő Csikiego jako Neodorcadion zichyi. Później umieszczony został w rodzaju Eodorcadion i podrodzaju Ornatodorcadion przez Gressitta. Wraz z blisko spokrewnionymi E. intermedium, E. heros, E. oryx i E. gorbunovi zaliczany jest do grupy gatunków E. intermedium.
Chrząszcz palearktyczny, endemiczny dla Mongolii. Podawany z jednego stanowiska w ajmaku wschodniogobijskim.